# Іванівська сільська рада (Житомирський район)
Іванівська сільська рада (до 1946 року — Янушевицька сільська рада, деколи — Янушівська сільська рада) — колишня адміністративно-територіальна одиниця та орган місцевого самоврядування у Троянівському, Коростишівському, Житомирському районах і Житомирській міській раді Волинської округи, Київської й Житомирської областей Української РСР та України з адміністративним центром у с. Іванівка.

## Населені пункти
Сільській раді були підпорядковані населені пункти:
- с. Іванівка
- с. Барашівка
- с. Бондарці
- с. Давидівка

## Населення
Кількість населення ради, станом на 1923 рік, становила 1 192 особи, кількість дворів — 208, у 1924 році налічувалося 1 267 осіб.
Відповідно до результатів перепису населення СРСР, кількість населення ради, станом на 12 січня 1989 року, становила 3 123 особи.
Станом на 5 грудня 2001 року, відповідно до перепису населення України, кількість мешканців сільської ради становила 3 206 осіб.

## Склад ради
Рада складалася з 20 депутатів та голови.

## Керівний склад сільської ради
| ПІБ                         | Основні відомості                                                    | Дата обрання | Дата звільнення |
| --------------------------- | -------------------------------------------------------------------- | ------------ | --------------- |
| Захарчук Борис Адамович     | Сільський голова, 1949 року народження, освіта, член народної партії | 26.03.2006   | 31.10.2010      |
| Захарчук Борис Адамович     | Сільський голова, 1949 року народження, освіта вища, безпартійний    | 31.10.2010   | 04.04.2014      |
| Кузовкова Лариса Олексіївна | Сільський голова, 1959 року народження, освіта вища, безпартійна     | 26.10.2014   |                 |

Примітка: таблиця складена за даними джерела

## Історія
Створена 1923 року, з назвою Янушевицька сільська рада, в складі сіл Плоска, Янушевичі (згодом — Іванівка) та колонії Садки Троянівської волості Житомирського повіту Волинської губернії. 3 листопада 1923 року, відповідно до рішення Волинської ГАТК (протокол № 5) «Про зміни в межах округів, районів і сільрад», сільську раду ліквідовано, с. Янушевичі та кол. Садки включено до складу новоствореної Садківської сільської ради, с. Плоска — до складу Березівської сільської ради Троянівського району Житомирської (згодом — Волинська) округи. Відновлена 28 вересня 1925 року, в складі с. Плоска і х. Янушевичі Березівської сільської ради та хуторів Бучинського і Кудрявцева Садківської сільської ради Троянівського району. Станом на 1 жовтня 1941 року с. Плоска та хутори Бучинського і Кудрявцева не перебувають на обліку населених пунктів.
7 червня 1946 року, відповідно до указу Президії Верховної ради Української РСР «Про збереження історичних найменувань та уточнення і впорядкування існуючих назв сільрад і населених пунктів Житомирської області», сільську раду перейменовано на Іванівську через перейменування її адміністративного центру на с. Іванівка.
Станом на 1 вересня 1946 року сільська рада входила до складу Житомирського району Житомирської області, на обліку в раді перебувало с. Іванівка.
Ліквідована 11 серпня 1954 року, внаслідок виконання указу Президії Верховної ради Української РСР «Про укрупнення сільських рад по Житомирській області», територію та с. Іванівка приєднано до складу Барашівської сільської ради Житомирського району. Відновлена 12 травня 1958 року, відповідно до рішення Житомирського облвиконкому № 442 «Про об'єднання сільських рад депутатів трудящих по Житомирському району», шляхом перенесення адміністративного центру Барашівської сільської ради Житомирського району до с. Іванівка з перейменування її на Іванівську та підпорядкуванням сіл Барашівка, Бондарці, Давидівка, Іванівка, Кам'янка та Новоселиця. 25 травня 1961 року, відповідно до рішення Житомирського ОВК № 497 «Про зміни в адміністративно-територіальному поділі Житомирського району», села Кам'янка та Новоселиця передані до складу Соколовогірської селищної ради Житомирського району. Таке ж рішення є за № 126 «Про утворення сільських рад та зміни в адміністративному підпорядкуванні деяких населених пунктів області» від 10 березня 1966 року.
На 1 січня 1972 року сільська рада входила до складу Житомирського району Житомирської області, на обліку в раді перебували села Барашівка, Бондарці, Давидівка та Іванівка.
Виключена з облікових даних 17 липня 2020 року. Територію та населені пункти ради, відповідно до розпорядження Кабінету Міністрів України № 711-р від 12 червня 2020 року «Про визначення адміністративних центрів та затвердження територій територіальних громад Житомирської області», включено до складу Березівської сільської територіальної громади Житомирського району Житомирської області.
Входила до складу Троянівського (7.03.1923 р.), Житомирського (14.05.1939 р., 4.01.1965 р.), Коростишівського (30.12.1962 р.) районів та Житомирської міської ради (15.09.1930 р.).